# عقد 1770

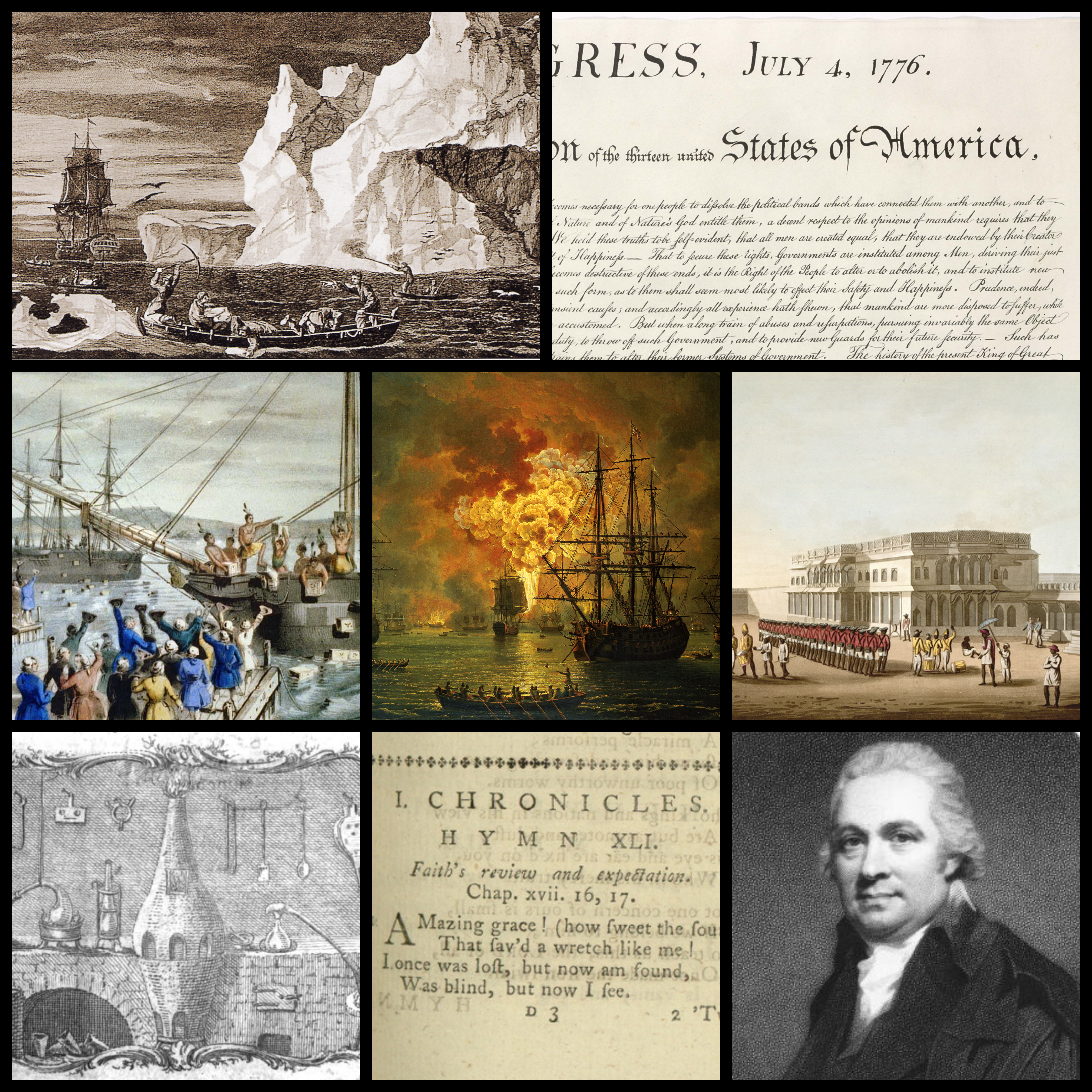
1770م

عقد 1770 هو عقد امتد بين 1 يناير 1770 و31 ديسمبر 1779 بحسب التقويم الميلادي. سبقه عقد 1760 ولحقه عقد 1780.

## أحداث
- معركة بانكر هيل (1775)
- غزو كندا (1775)
- الدستور السويدي لعام 1772 (1772)
- الكونغرس القاري الأول (1774)
- مذبحة بوسطن (1770)
- معاهدة كيتشوك كاينارجي (1774)
- معركة لارغا (1770)
- معركة اوريسكاني (1777)

## مواليد
- ويليام ووردزوورث (1770)
- نيكولو كاكياتوري (1770)
- ألكسندر بيتيون (1770)
- توماس يوهان سيبك (1770)
- روبرت جنكنسون (1770)
- تشارلز آدامز (1770)
- جورج كانينغ (1770)
- الأميرة إليزابيث أميرة المملكة المتحدة (1770)
- إيغناز دولينغر (1770)
- صوفي ميرو (1770)

## وفيات
- كريستوفر ميدلتون (1770)
- فرانسو بوشير (1770)
- توماس شاترتون (1770)
- جيوسيب تارتيني (1770)

## كتب
- Yves Denis Papin (1998). Chronologie de l'histoire ancienne. Lieu de publication non identifié: Éditions Jean-paul Gisserot. ISBN:2-87747-346-5. OCLC:40746926. مؤرشف من الأصل في 2022-03-16.
- موسوعة حضارة العالم (2002) لأحمد محمد عوف.

## روابط خارجية
- تصفح سنة بسنة عقد 1770 على موقع onthisday.com
- تصفح سنة بسنة عقد 1770 ابتداءً من سنة عقد 1770 على موقع المكتبة الوطنية الفرنسية